# Hippolyte Taine
Hippolyte Adolphe Taine (Vouziers, 21 d'abril de 1828 – París, 5 de març de 1893), fou un professor, crític, historiador i escriptor francès. Va ser la principal influència teòrica del naturalisme francès, un dels principals defensors del positivisme sociològic. També va ser un dels primers mestres de la crítica historicista. L'historicisme literari com a moviment crític, hom diu que es va originar amb ell. Taine és particularment recordat pel seu triple enfocament per a l'estudi del context d'una obra d'art, basat en els aspectes del que ell anomenava «la raça, el medi, i el moment».

## Biografia
Taine neix l'any 1828 a Vouziers, una petita població de la regió de les Ardenes. El seu pare era advocat de classe mitjana. Taine, no obstant això, va tenir una educació privada fins a la mort d'aquest. La proximitat amb Alemanya influeix en la proximitat que sentirà amb la cultura germànica, almenys fins al desacord de la guerra francoprussiana. Els seus records de la infància són ombrívols. Als tretze anys perd el seu pare, i amb quinze abandona la fe catòlica per obrir-se al racionalisme, una forma de pensament que ell no amaga. No obstant això, podem veure el romàntic que porta dins, i que es mostra en la seva fascinació per la naturalesa i en els accessos de malenconia. Taine mai deixa de perseguir la transcendència. Aviat aprèn a declinar la nostàlgia de l'absolut fent de la ciència la seva religió. El 1841 se'n va anar a viure a París amb la seva mare. Va cursar el batxillerat en el Liceu Bourbon i el 1847 va rebre el premi d'honor després de superar els exàmens finals. L'any següent entra primer de la seva promoció en l'École Normale Supérieure, recentment instal·lada en la rue d'Ulm. La dedicació a l'estudi l'absorbeix de tal manera que roman aliè a l'agitació política de la Segona República. Va decidir dedicar-se a l'ensenyament i, després d'obtenir l'agregation en filosofia en 1851, va començar a donar classes a collège a Nevers i a Poitiers. Després d'obtindre el doctorat, va tenir plaça a Besançon però abans de començar les classes, el 1852, es va retirar.
La motivació de Taine no està condicionada solament per la cerca del coneixement sinó també per buscar la forma com afrontar la seva por a la societat. En l'École coneixerà dues persones que influiran de forma decisiva en la seva vida. Es tracta del seu mestre Étienne Vacherot, que li mostra les febleses de l'eclecticisme de Cousin, doctrina que en l'època predominava a la universitat; i el seu company Lucien-Anatole Prévost-Paradol, futur autor de la France nouvelle amb el qual entaulà una llarga amistat. Va ser amb ell que Taine va mantenir una petita controvèrsia a través de cartes en 1849 respecte al compromís polític que calia adoptar amb el nou règim. Taine li comenta «No vull llançar-me tan aviat a la vida política. Jo m'abstinc, i tu saps per què: no vull emprendre una acció important sense saber amb certesa si és bona; no vull ficar-me en cap partit sense saber si té raó».
Així podem veure que Taine és el primer de la classe. Segons el seu mestre Vacherot, supera de llarg als seus companys. Tot ens porta a pensar en un futur brillant, no obstant això en 1851 fracassa en l'agregació de filosofia. Això es va deure a les constants al·lusions a Spinoza, les quals no van agradar a un jurat que li preguntava per les proves de l'existència de déu en Bossuet. És un dur cop, el primer de molts que l'obliguen a abandonar la universitat A aquest interès, Christophe Charle ha escrit que Taine pertany a una generació «sacrificada de la vida intel·lectual», la dels anys cinquanta, a la qual la conjuntura política i el clima d'ordre moral tanquen una rere l'altra les portes de l'èxit acadèmic.
 Taine desenvolupa la tasca de docència en instituts provincials i rep la notícia del cop de Napoleó. La seva reacció segons podem veure en la seva correspondència és ambivalent: no el disgusta el nou ordre, però sí la fallida de la legalitat que suposa el cop d'estat. Així doncs quan rep la circular que obliga els professors a manifestar la seva adhesió al règim, es nega fer-ho «No he volgut començar la meva carrera de professor amb una covardia i una mentida», transmet a la seva germana. Aquest gest no tindrà transcendència, ja que en ser professor substitut, el director del col·legi li fa signar la circular al titular de la plaça sense notificar el seu rebuig. Quan el sufragi masculí universal sanciona el cop, Taine considera que no hi ha res més a fer que acomodar-se a la situació i dedicar-se a la ciència sense significar-se massa. Taine acull la idea del sufragi universal amb moltes reserves. Dedica un text a la qüestió "Del sufragi universal i la manera de votar" en el qual s'expressa amb cautela i proposa entre altres mesures el vot indirecte.
 En 1853 Taine decideix abandonar l'ensenyament i tornar a Paris, amb la intenció de convertir-se en un intel·lectual lliure que solament podia viure d'escriure. A més aprofita les oportunitats que li ofereix la ciutat per endinsar-se en el camp de les ciències, seguint cursos de fisiologia, botànica, zoologia i anatomia. Freqüenta moltes institucions com La Sorbona, el museu d'història natural, la "École de médecine" i la clínica de la Salpêtrière. Taine en particular se sent atret pel que és patològic, el deforme, l'horrible. Els Orígens de la França contemporània conserven les traces d'aquesta fascinació. D'altra banda, Taine no triga a trobar la seva pròpia veu com a autor. Ho fa barrejant els dos terrenys que més ha freqüentat: la filosofia i la literatura. Els seus assajos sobre La Fontaine i sobre Titus Livi, guardonats amb el premi de l'Acadèmia en 1855, són una bona mostra del seu estil. Al mateix temps, comença a col·laborar en nombrosos diaris i revistes i fa amistat amb Louis Hachette, que es converteix en el seu editor i fa un viatge pels Pirineus i en tornar publica una obra titulada Voyage aux Pyrenées. La seva consagració ve de la mà dels Philosophes françaises du XIX siècle, una obra polèmica, potser una venjança per la seva expulsió de la universitat, que critica la filosofia dominant i el situa en el mapa intel·lectual com un destrossador. Sainte-Beuve, en aquells dies el crític literari per antonomàsia, santifica el jove rebel en un dels seus famosos Lundis al març de 1857. Taine ha après a escriure de forma atractiva, a donar vida als seus personatges, a animar les abstraccions amb metàfores suggestives, a il·lustrar les seves teories amb anècdotes i a encarnar en diàlegs les seves demostracions lògiques.
Després d'això va passar sis setmanes a Anglaterra. Stendhal i Guizot l'orienten cap allà; Macaulay i Stuart Mill l'atreuen. Admira la riquesa i la subtilesa de la llengua anglesa, però també el bon fer polític de l'illa. Taine, que no oculta la seva preferència per la via britànica, emprèn llavors la redacció d'una Història de la literatura anglesa que, de Chaucer a Dickens, pretén ser una indagació psicològica sobre els trets dominants del caràcter anglès. El 1863 publica els tres primers volums de l'obra, la introducció de la qual, que apareix també per separat en la Revue germanique amb el títol «L'histoire, són présent, són avenir», constitueix un veritable discurs del mètode històric de Taine. Tot un manifest per a una nova història.
El 1902, Paul Bourget titula «Els dos Taine» el seu perfil de l'escriptor. Tot un encert si es té en compte que la vida del nostre protagonista apareix dividida per una espessa marca fronterera que es perllonga entre 1863 i 1871. A aquest costat de la frontera veiem a l'intel·lectual lliure, situat en els marges del sistema pel recel tenaç de les autoritats universitàries, que rebutja signar la seva adhesió a l'imperi i que viu obert a les innovacions literàries i científiques del seu temps. A l'altre costat, en canvi, trobem a l'autor dels Orígens, algú que desconfia de la sobirania popular i del sufragi universal, un home d'ordre partidari de l'elitisme intel·lectual. I, entre aquestes dues vides, dos esquinçaments. Primer, una ruptura amorosa després d'una passió tempestuosa amb una dona envoltada de misteri, Èlise de Krinitz, a la qual succeeix un matrimoni burgès amb Thérèes Denuelle en 1868. I després, la invasió prussiana de França i la Comuna de París, tardà descobriment de la inclinació a la pàtria i nou despertar del pànic social.

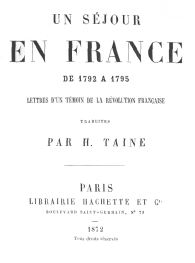
Primera pàgina de Un Séjour en France, 1872.

 L'any 1870, Taine no pensa en una obra sobre França, sinó en un Tractat sobre la voluntat que completi el seu estudi sobre la intel·ligència. A més, el seu cap està a Alemanya. Tant que, al gener, patrocina juntament amb Renan una subscripció per erigir un monument a Hegel, però poc després arriben la guerra i la invasió. Com al jove Quinet en 1814 i 1815, la presència de tropes estrangeres fereix profundament a Taine. Per a ell, fins llavors allunyat de la política i amb una idea bastant grisa de França, suposa el descobriment de la pàtria. "Les nouvelles deviennent de plus en plus. Il y a des jours où j'ai l'âme une plaie: je ne savais pas qu'on tenait tant á sa patrie", li escriu a la seva mare al desembre de 1870.
  El 1870 va publicar la seva obra filosòfica De l'Intelligence, on examinava les doctrines psicològiques del seu temps i que, pel seu contingut i les seves innovacions terminològiques, el va elevar a màxim representant del positivisme francès. El 1871 va decidir començar la seva obra Les origines de la France Contemporaine, de temàtica literària, que va deixar inacabada. Aquest mateix any va ser investit doctor honoris causa en Dret Civil per la Universitat d'Oxford. El 1872 escriu Un Séjour en France. El 1874 va presentar la seva candidatura a l'Acadèmia Francesa per ocupar la butaca vacant per la mort de Vitet. No ho va aconseguir i va haver d'esperar al 14 novembre 1878 per ocupar el lloc de Loménie. Les seves lliçons van ser recollides en diverses de les seves obres com: Philosophie de l'art (1865) i De l'ideal dans l'art (1867). A la vora del llac d'Annecy, Taine va passar la major part dels últims dinou anys de la seva existència.
  Els darrers anys va estar dedicat al seu estudi fins a l'any 1893, que va morir a París. Va poder regular-se la vida d'acord amb els seus desitjos: durant el matí, fins a migdia, treballava en el seu gabinet, no deixant la ploma sinó per fer breus passeigs pel jardí, amb la finalitat de trobar alguna idea que buscava o la millor manera d'expressar-la; anava amb freqüència al menjador, com perdut en el seu somni; tots respectaven aquell treball intel·lectual, esperant el silenci al fet que donés ell el senyal de la conversa; mai la feia esperar massa. La seva conversa era igualment substanciosa i interessant quan es veia envoltat només dels seus com quan asseia a la seva taula a algun hoste; es complaïa a esplanar davant ells les idees que li anava suggerint el seu treball, congratulant-se tots els oïdors d'assistir així al primer brot de les seves obres. Havent dinat, dormia una mica de migdiada, després de la qual tornava de nou a llegir o a escriure, fins a les quatre o les cinc de la tarda. Després sortia al camp, passejava durant prop de dues hores, parant-se de tant en tant a parlar amigablement amb qualsevol agricultor sobre l'estat de les collites, d'algun succés recent. En els dies calorosos, nedava en el llac d'Annecy, substituint a vegades el passeig a peu per l'exercici del rem. En arribar la nit, fatigat per la jornada, defugia tot esforç mental intens, intervenint en alguna partida de cartes o associant-se en persona als infantils jocs dels petits de la casa. Es ficava al llit d'hora per reprendre el treball l'endemà. L'amabilitat del seu tracte el va atreure molt ràpidament les simpaties dels veïns de Menthon que, des de les primeres eleccions, li van designar per a regidor: durant llarg temps va exercir aquest càrrec, rebutjant sempre el d'alcalde; prenia part en les deliberacions, sent el qui redactava els documents difícils; cridaven poderosament la seva atenció les complicacions burocràtiques, les minúcies administratives, l'estret marc imposat al municipi, la falta d'adaptació de l'instrument comunal a la capacitat intel·lectiva dels membres rurals. Aquesta experiència li va ser molt profitosa quan més tard va escriure el règim modern.
 Cal destacar l'amor que Taine professava a la seva mare. Així mateix les molt selectes reunions dels dilluns d'hivern que es realitzaven a la seva casa de París de la rue Cassette on es reunien primeres figures de les ciències, de les lletres, de les arts, de la diplomàcia, de la política i, en general, de totes les més nobles branques de l'activitat humana, acudien també joves i modests.

## Pensament
Les diferents teories establertes per Taine sobre l'art es troben principalment en la seva obra Philosophie de l'art. L'obra és un resum dels cursos entre 1864 i 1870 a l'escola de belles arts de París. De les diferents reflexions que es poden trobar, Taine es retrata com un historiador positivista, que concep la història de l'art com la història natural de l'art. És a dir, la gestació de l'art es troba en fets socials externs. En àmbits com la geografia, economia, història i religió, i això determina la forma estètica.
Hippolite Taine oposa un mètode rigorós i dogmàtic. No es veu cap diferència entre cos i esperit; el pensament és una secreció orgànica com una altra qualsevol, i es poden estudiar el seu origen i les seves influències emprant mètodes de les ciències naturals, ja que en cap de nosaltres funciona a l'atzar. Posseïm un conjunt de facultats agrupades al voltant d'una “facultat rectora” diferent segons els individus. Cal trobar-la per veure com d'elles es deriven les altres, el mateix que, en cada heroi novel·lesc, hi ha un caràcter dominant: avarícia, orgull, etc. Es pot fins i tot, portar aquest treball més lluny encara: aquesta facultat rectora està, al seu torn, condicionada per un cert nombre de factors, principalment tres: la raça, és a dir, les disposicions hereditàries (molt vagament, Taine admet que existeixen particularitats ètniques fixes); el mitjà, és a dir, les influències permanents de tot ordre sofertes per un individu des de la seva infància; i el moment , és a dir, les circumstàncies contingents de la seva vida que li distingeixen dels seus compatriotes i dels seus contemporanis. Per acabar aquests factors, cal escollir “fets petits” uns veritables i significatius, i deduir les seves relacions. Així s'arriba a explicar als homes, els esdeveniments històrics i les obres dels escriptors i dels artistes.
Taine ha intentat aplicar aquest mètode, que va concebre a poc a poc, a les diferents branques del saber, i, en primer lloc, a la filosofia pura, amb el seu llibre De l'intelligence (“De la intel·ligència” escrit, en part, en 1852 i publicat en 1870). La seva idea fonamental consisteix a explicar el mecanisme de la intel·ligència a través d'observacions i d'experiències , i, sobretot, a través d'aquestes experiències espontànies que són els casos patològics.
Taine es va dedicar després als escriptors, per explicar-los segons els seus mètodes: La Fontaine et ses fables (“La Fontaine i les seves rondalles" 1853) retocat en 1861; Histoire de la littérature anglaise (“Història de la literatura anglesa”,1864) i també als artistes; Philosophie de l'art (“Filosofia de l'art” 1854-1869). Els resultats de les seves recerques, evidentment, han perdut el seu valor. Resulta difícil no veure en La Fontaine més que a un antic gal nascut en la Champagne i modelatge per la cort de Luis XIV, i reduir cadascun dels animals de les seves rondalles a un tipus social del seu temps. D'altra banda Taine va concedir gran importància a les condicions geogràfiques, deduint del clima d'Anglaterra o del de Grècia gairebé totes les particularitats literàries i artístiques d'aquests països. Convé indicar, no obstant això, que Taine no va pretendre mai haver aconseguit la perfecció del seu mètode, i que les seves aplicacions són menys rigoroses en la pràctica, del que els seus famosos pròlegs permetin suposar. El seu mèrit principal és haver obert un camí pel qual uns altres s'han llançat amb major o menor prudència.

## Influències
Leon Battista Alberti: Taine segueix la teoria de Leon Battista Alberti, segons el qual la fama té a veure amb la persona de l'artista que amb obra d'art. Més que la riquesa, el que l'artista busca amb el seu treball és l'elogi, l'opinió favorable i la bona voluntat. Ho aconseguira si la seva pintura agrada als ulls i ment de l'observador.
Sainte-Beuve: Malgrat les discrepàncies que els divideix a Sainte Beuve i Taine, Jorge Guillén Álvarez afirma en la seva obra que podem veure en Taine un continuador de Sainte Beuve, i encara que no compartien les mateixes idees, Taine contribueix sense voler-ho a la formació del que més s'oposava al seu pensament: La crítica sistemàtica. Si en lloc d'influències, llegim lleis i agreguem a més la idea que elles són suficients per explicar tota l'obra, no reconeixem en aquestes lineas de Saint Beuve- que daten de 1829- la teoria de la raça, mitjà i moment de Taine? "L'état général de la littérature au moment où un nouvel auteur y débute, l'éducation particulière qu'a reçue cet auteur, et le génie propre que lui adéparti la nature, voilà trois influences qu'il importe de démêler dans son premier chef-d'oeuvre pour faire à chacune sa part, et déterminer nettement ce qui revient de droit au pur génie."  
Taine també va influir en una sèrie de moviments literaris nacionalistes en tot el món, ja que es van utilitzar les seves idees per argumentar que els països en particular tenien una literatura diferent de la resta i, per tant, un lloc diferent en la història literària.

## Repercussió
Lionello Venturi: Reconeix la influència de Taine en la disciplina de la història de l'art, pel seu esforç per desenvolupar una estètica de tipus històric natural. La comprensió d'una obra d'art passa per relacionar-la amb l'artista, així com altres obres d'art que pertanyin aquest i el món que el rodeja. Venturi també assenyala que el problema de Taine és donar-li en el medi el valor de la causa de l'art.
René Huyghe: Enfronta la teoria de Taine des de la introducció mateixa de la seva obra El arte y el hombre. El punt de partida és l'afirmació de què existeix una solidaritat essencial entre l'art i la història humana, de tal manera que aquest canvia permanentment segons els segles i els diferents llocs, però no es pot concebre la història de l'art com la d'un fenomen aïllat. Huyghe reconeix certs punts verdaders en aquesta concepció de l'art, però al mateix temps, insisteix que Taine va pretendre descobrir una veritat i reduir el complex panorama de l'art, en les tres úniques influències de: raça, medi, i moment.
Marcelino Menéndez Pelayo: Destacar la crítica que fa Menéndez Pelayo contra el concepte del medi de Taine: "Y éste es el punto flaco de Taine, considerado como estético teórico. Su estética es puramente histórica, e histórica de historia social; nunca es filosófica ni dogmática, y sólo por una feliz inconsecuencia del autor llega a ser a veces técnica y artística. Pero entendida al pie de la letra, es una filosofía del arte dentro de la cual no caben ni el arte ni la filosofía." 
Giulio CarloArgan i Maurizio Fagiolo: En la crítica escrita conjuntament en Guida alla Storia dell Art, argumentant que la teoria de Taine expressada en la seva obra Philosophie de l'art, es trobaria com a punt feble del mètode el declarat determinisme, pel qual el moment històric i cultural explicaria per si sol totes les formes de l'art.
Taine va compartir una correspondència amb el filòsof Friedrich Nietzsche, qui més tard es va referir a Taine en el seu llibre Més enllà del bé i del mal (en alemany: Jenseits von Gut und Böse. Vorspiel einer Philosophie der Zukunft, 1886) com l'historiador més gran viu del moment.

## Obres rellevants
Les obres principals de Taine, en ordre cronològic, són:
- De personis Platonicis. Essai sur les fables de La Fontaine  (1853)
- Essai sur Tite-Live  (1854)
- Voyage aux Pyrénées  (1855)
- Les philosophes français du XIXe siècle  (1856)
- Essais de critique et d'histoire (1857)
- La Fontaine et ses fables  (1860)
- Histoire de la littérature anglaise, 4 vol. L'idéalisme anglais, étude sur Carlyle. Le positivisme anglais, étude sur Stuart Mill  (1864)
- Les écrivains anglais contemporains. Nouveaux essais de critique et d'histoire.
- Philosophie de l'art (1865)
- Philosophie de l'art en Italie. Voyage en Italie (1866)
- Notes sur Paris. L'idéal dans l'art (1867)
- Philosophie de l'art dans les Pays-Bas (1868)
- Philosophie de l'art en Grèce (1869)
- De l'intelligence (2 vol., 1870)
- Du suffrage universel et de la manière de voter. Un séjour en France de 1792 à 1795. Notes sur l'Angleterre (1871)
- Origines de la France contemporaine (1876–1894):
  - Vol. I: L'ancien régime
  - Vols. II through IV: La Révolution
  - Vols. V and VI: Le Régime moderne
- Derniers essais de critique et d'histoire (1894)